# Centrale nucleare di Three Mile Island
La centrale nucleare di Three Mile Island è un impianto situato sull'isola omonima lungo il fiume Susquehanna sul territorio della township di Londonderry a sud di Harrisburg, capitale dello Stato della Pennsylvania, USA.

## Incidente del 1979
La centrale divenne celebre quando nel 1979 subì il più grave incidente mai avvenuto in una centrale nucleare statunitense, con il rilascio di una quantità significativa di radiazioni, stimate in un massimo di 480 PBq in forma di gas nobili, e meno di 740 GBq di iodio-131. L'incidente è classificato a livello 5 (incidente con significative conseguenze all'esterno dell'impianto) della scala INES dell'IAEA.
Tuttavia non vi sono state morti accertate fra i lavoratori della centrale e la popolazione del circondario direttamente attribuibili all'incidente.
All'epoca era composta da due reattori ad acqua pressurizzati (PWR) costruiti dalla Babcock & Wilcox: il primo aveva una potenza di 800 MW ed era entrato in servizio nel 1974, l'unità 2 (irrimediabilmente danneggiata dall'incidente) aveva una potenza di 900 MW ed era entrato in servizio il 30 dicembre 1978, 3 mesi prima dell'incidente. Fra le operazioni di messa in sicurezza, il combustibile e il corium sono stati estratti completamente dall'ottobre 1985 all'aprile 1990, ed ora sono stoccati in contenitori di acciaio (canister) presso i Laboratori nazionali dell'Idaho sotto la proprietà e il controllo del Dipartimento dell'Energia americano. Non sono in corso operazioni significative nel sito, solo sorveglianza e manutenzione: lo smantellamento totale della seconda unità stimato al 2036, è rimandato a poco dopo l'arresto definitivo della prima, al costo ricalcolato il 31 dicembre 2009 di 836,9 milioni di $, mentre il fondo attualmente disponibile è di 576,8 milioni di $.